# أسد البحر الكاليفورني
أسد البحر الكاليفورني هو أحد أنواع أسود البحر ، ينتشر طول السواحل غرب أمريكا الشمالية.